# Smart-Kamera
Eine Smart-Kamera (auch intelligente Kamera) ist ein Kameratyp für die industrielle Bildverarbeitung, der über einen internen Prozessor verfügt, auf dem Bildverarbeitungsoperationen durchgeführt werden. In der Regel wird von einer Smart-Kamera nicht das Rohbild, sondern nur verarbeitete Informationen ausgegeben. Im Gegensatz zu einem Vision-Sensor kann eine Smart-Kamera leichter durch Programmierung an eigene oder neue Anwendungen angepasst werden.
Die Definitionen für den Begriff Smart-Kamera sind zwischen verschiedenen Hersteller uneinheitlich. Belbachir definiert ihn als intelligentes und autonomes optisches System, das zusätzlich zur Bildaufnahmeschaltung anwendungsspezifische Informationen aus aufgenommenen Bildern herausfiltern und verarbeiten, Event-Beschreibungen erzeugen und darauf basierend Entscheidungen treffen kann. Smart-Kameras unterscheiden sich gegenüber Vision-Sensoren dadurch, dass die auf dem integrierten Prozessor durchgeführte Bildverarbeitung parametriert oder programmiert werden kann und gegenüber PC-basierten oder eingebetteten Systemen dadurch, dass die Bilder nicht übertragen, sondern direkt verarbeitet werden. Der Begriff „smart camera“ bzw. „intelligent camera“ wurde zum ersten Mal von Ron Schneidermann 1975 in einer Publikation bei „Electronics“ veröffentlicht. Im Jahr 1985 haben Buechli et al. eine preiswerte Smart-Kamera für „Machine Vision“ realisiert.
Eine Smart-Kamera enthält Schnittstellen zur Kommunikation, zum Beispiel Ethernet, aber auch industrietaugliche V.24-Schnittstellen zum Anschluss an SPS oder Pneumatikventile. Trotz der integrierten Verarbeitungsschaltkreise muss sie nicht unbedingt größer als eine herkömmliche Industrie- oder Überwachungskamera sein.
Eine Smart-Kamera besteht meist aus folgenden Komponenten:
- Bildgebender Sensor, zum Beispiel CCD- oder CMOS-Sensor und dessen Ansteuerung
- Bildspeicher
- Echtzeit Bildverarbeitungsprozessor (DSP, FPGA oder GPU)
- Anwendungsspezifische Informationsverarbeitung und Datenspeicher
- Schnittstellen (z. B. USB, Ethernet, FireWire, Camera Link) zur Programmierung und zur Kommunikation mit externen Geräten (z. B. SPS).

## Anwendungsbereiche
Anwendungsbereiche für intelligente Kameras sind beispielsweise:
- Intelligente Türklingelkamera

Eine intelligente Kamera, die mit der Türklingel verbunden ist, ermöglicht es, die Tür zu öffnen, während man weit entfernt ist. Eine intelligente Türklingelkamera kann auch die Gesichter aller Personen aufzeichnen, die an der Türschwelle erscheinen.
- Intelligentes Parksystem

Intelligente Parkkameras können viele Probleme lösen, indem sie den Menschen helfen, schneller und effizienter zu parken.
- Intelligente Sicherheitskameras an öffentlichen Plätzen

Intelligente Sicherheitskameras können verdächtige Aktivitäten verfolgen, helfen, die Wege verdächtiger Besucher zu identifizieren, und können Anomalien wie Waffen oder hohe Körpertemperaturen erkennen. Die Kameras können in umfassendere 360-Smart-Kamera-Systeme integriert werden, die mit Sensoren und Scannern ausgestattet sind, so dass die Strafverfolgungsbehörden oder das Sicherheitspersonal vollständige Daten über die Besucher von Handelszentren und Bürogebäuden erhalten.
- Smart Home-Kamera für Geofencing

Geofencing ermöglicht es, den Raum, der mit Videoüberwachungsmitteln kontrolliert werden soll, in Abschnitte zu unterteilen. Die Videoaufzeichnung schaltet sich automatisch ein, wenn ein Eindringling die Grenzen der speziellen Zonen überschreitet.